# Leea asiatica
Leea asiatica là một loài thực vật hai lá mầm trong họ Nho. Loài này được (L.) Ridsdale miêu tả khoa học đầu tiên năm 1980.